# Audrey Peters

Audrey Peters (1980)

Audrey Peters (* 11. Februar 1927 in Maplewood, New Jersey; † 2. August 2019) war eine US-amerikanische Schauspielerin.
Ihren einzigen Film Mitten in der Nacht drehte die Schauspielerin 1959 an der Seite von Fredric March und Kim Novak. Im selben Jahr übernahm sie die Rolle der Vanessa Sterling in der Serie Love of Life. Diese Rolle spielte sie bis 1980. Nach kurzen Auftritten in den Seifenopern Loving und All My Children trat sie von 1987 bis 1992 als Sarah Shayne in der Springfield Story auf. 1996 hatte sie dort ein kurzes Comeback, indem sie ihren Serientod darstellte.
Audrey Peters war zweimal verheiratet, unter anderem mit John Friedkin. Sie war Mutter eines Kindes.